# タハリール広場
タハリール広場（タハリールひろば、アラビア語: ميدان التحرير、ラテン文字転写: Mīdān at-Taḥrīr、IPA: [meˈdæːn ettæħˈɾiːɾ]）は、エジプトの首都であるカイロの中心部にある広場である。
タハリール広場は、1854年にムハンマド・アリー朝のイスマーイール・パシャによって、フランスのエトワール広場を真似て建設された。建設当初はイスマーイーリーヤ広場と呼ばれていたが、1952年エジプト革命を経て、現在の名称であり、アラビア語で「解放」を意味するタハリール広場と呼ばれるようになった。広場はカイロの中心部に位置しており、周囲には政府の庁舎や各国の大使館、アラブ連盟の本部が位置している。また、かつては、与党であった国民民主党の本部も位置していた。
広場は1919年エジプト革命、1952年エジプト革命、2011年エジプト革命などの歴史的局面の舞台となっており、エジプトにおいては、エジプト人の総意として権力に抗議する場となっている。2011年エジプト革命においてタハリール広場は革命のシンボルとなったほか、世界中の注目を集めた。

## 所在地
タハリール広場はカイロの中心部に位置している。周囲には政府の庁舎、博物館、また、アラブ連盟の本部が存在する。こうした建物はエジプト人建築家であるマフムード・リヤドによって設計された。また、かつてはガマール・アブドゥル＝ナーセルが建設し、アラブ社会主義連合や国民民主党の本部として用いられた建物があったが、これは2015年に解体された。このほか、エジプト初の私立大学であるカイロ・アメリカン大学や、イタリア人ムスリムであるマテオ・ロッシによって設計されたオマル・マクラム・モスクがある。
広場の南側はガーデンシティー地区と呼ばれ、王制の時代に閣僚を務めた政治家の洋館が並び立っている。こうした洋館は現在では大使館や大使公邸として用いられている。

## 交通

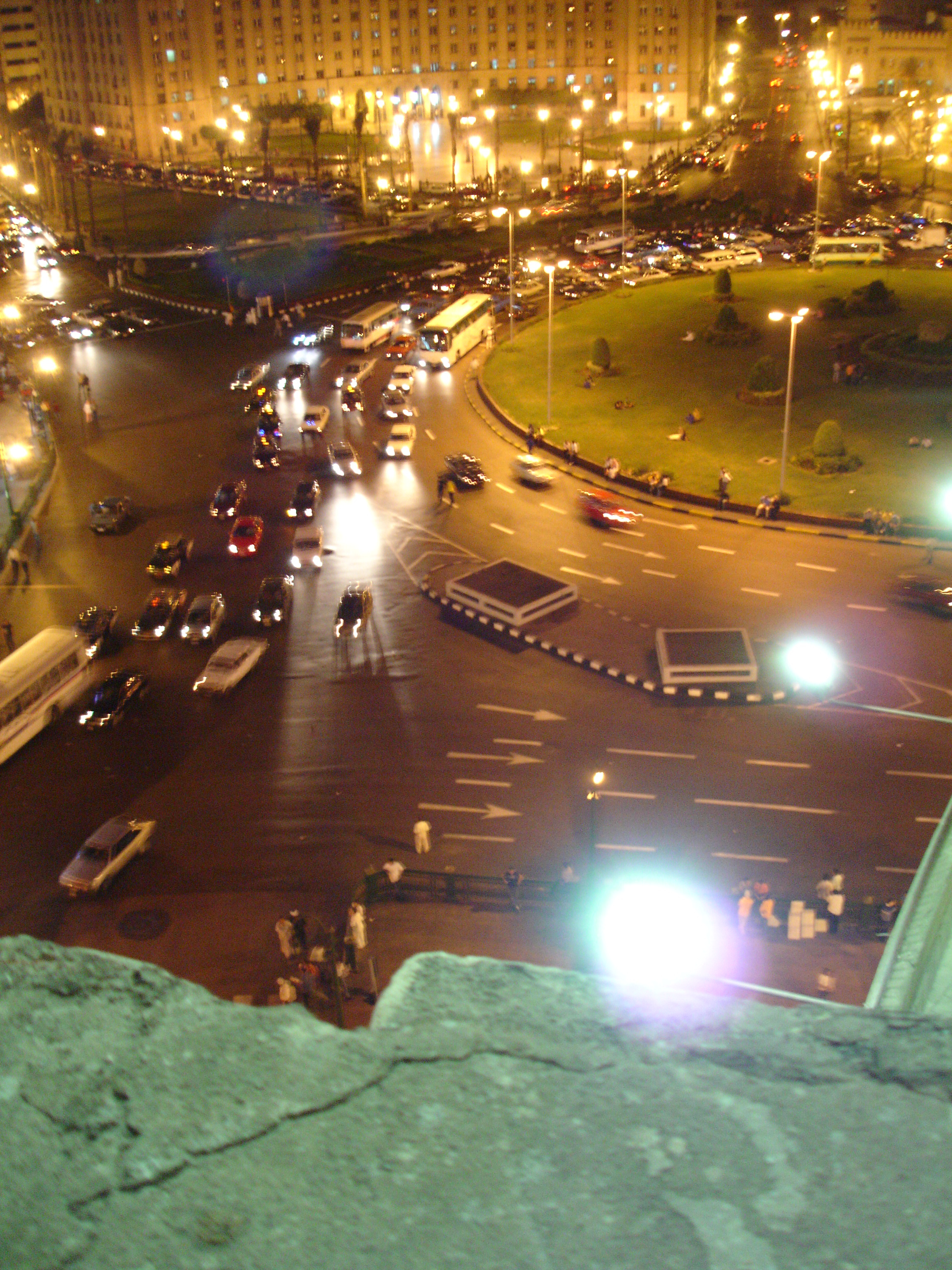
タハリール広場を走る自動車

2013年現在、タハリール広場は、タハリール通りやアル＝カスル・アル＝アイニ通りなど16の道路に接続している。そのため、タハリール広場はカイロで最もアクセスしやすい場所になっている。しかし、タハリール広場の周囲は政府の省庁や外国の大使館が取り囲んでいるため、カイロの幹線を妨げている。また、タハリール広場の周辺はカイロのなかで最も大気汚染が進んでいる地区のひとつとなっている。

## 建築
タハリール広場の面積はおよそ45,000平方メートルである。広場の中心部にはエジプト第19王朝のファラオであるラムセス2世時代にあたる3,500年前のオベリスクが設置されている。この19メートルのオベリスクはシャルキーヤ県から移設されたもので、広場に設置するためにいくつかのパーツが分割された。また、カルナック神殿にあった4つのスフィンクスが広場に設置されている。こうした改築は2019年よりシーシー政権によって行われた。

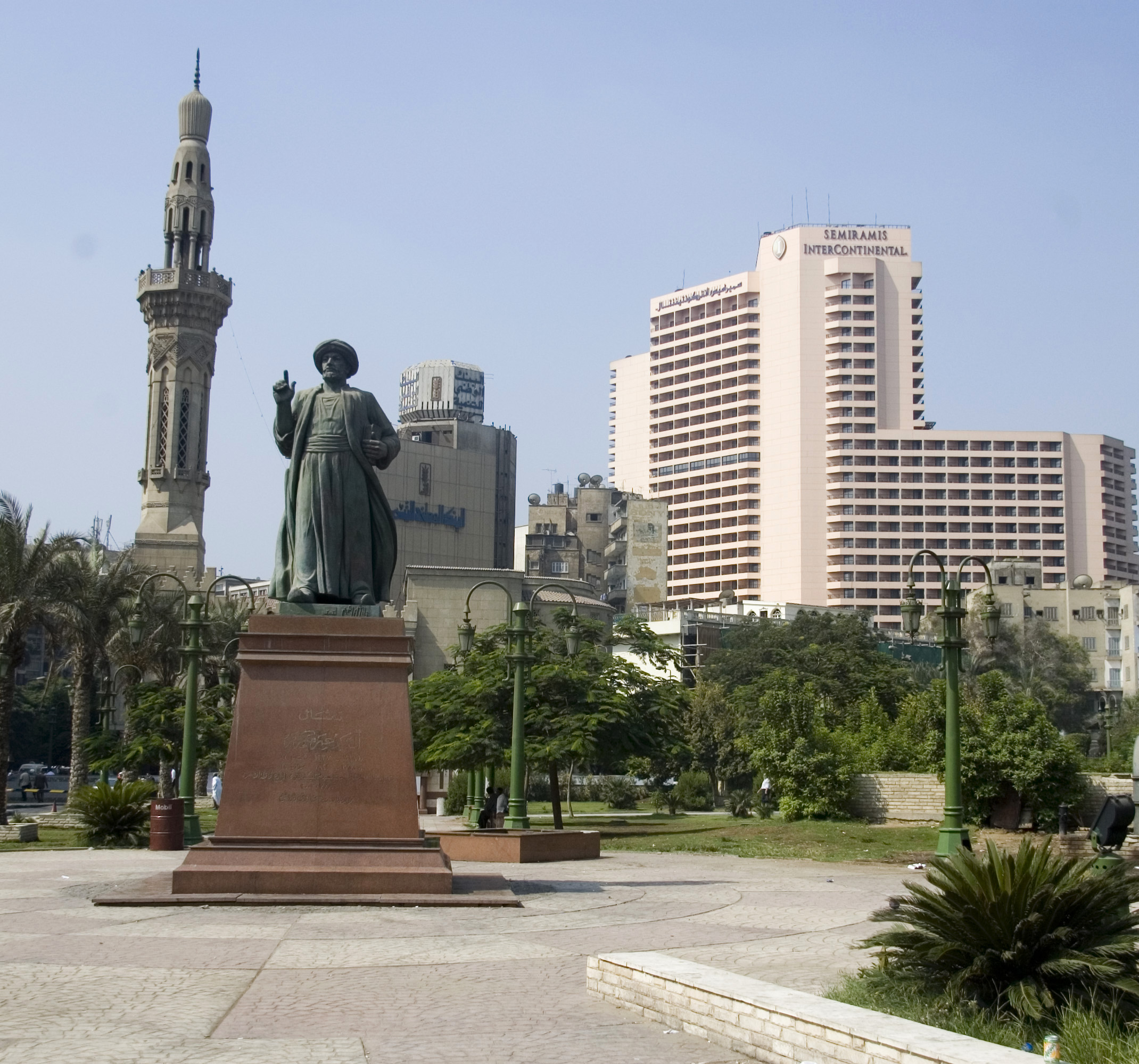
オマル・マクラムの彫像

タハリール広場の小広場には、フランスのナポレオン・ボナパルトによるエジプト占領に抵抗した民衆指導者であるオマル・マクラムの彫像が設置されている。これは当時の大統領であるホスニー・ムバーラクによって、彼が推し進めた文化政策の一環として設置された。

## 歴史

### 建設
タハリール広場は1854年にムハンマド・アリー朝のイスマーイール・パシャによって進められたカイロの都市計画の一環として、ナイル川に面するナイル宮殿を中心とするかたちで建設された。この都市計画はパリ市長であったジョルジュ・オスマンによるパリ改造に影響を受けており、ヨーロッパ風の建物が建設された。広場もパリにあるエトワール広場を真似て作られた。この広場は彼の名を取ってイスマーイール広場、またはイスマイーリーヤ広場と呼ばれた。

### イギリス統治時代

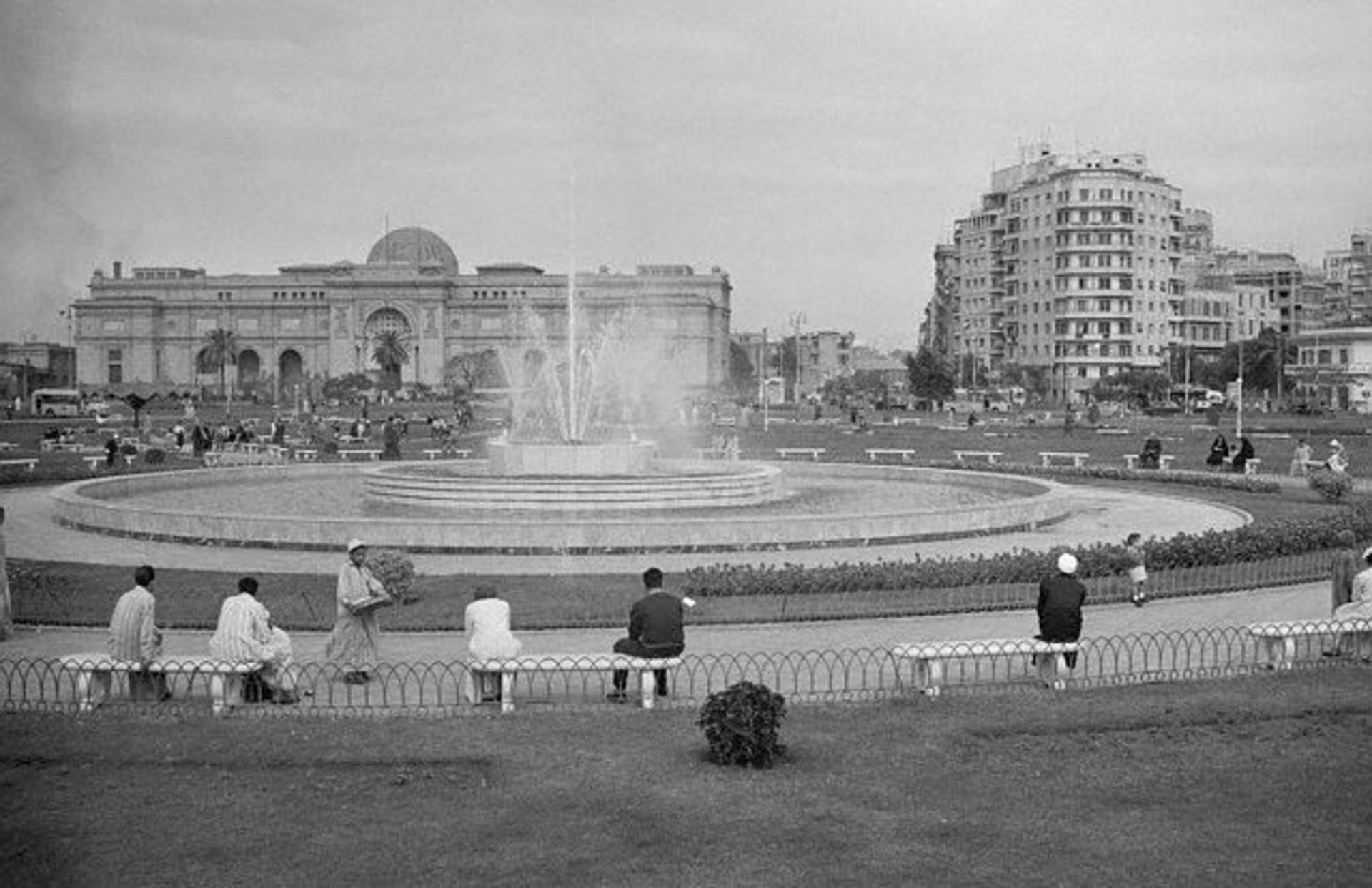
タハリール広場（1941年）

1882年にイギリスがエジプトを軍事占領すると、広場はイギリスによる植民地計画の中心地となった。ナイル宮殿は接収され、広場はイギリス軍の主要な兵舎となった。アラビアのロレンスとして知られるトーマス・エドワード・ロレンスはここで中東への遠征を進言した。
第一次世界大戦が始まると、イギリスはエジプトを戒厳令下に置いた。これにより反イギリス民族運動は抑え込まれたが、1917年末からは食糧不足が深刻になったほか、およそ25万人のエジプト人が徴用されたことなどでイギリスの統治に対する不満は溜まっていった。こうした不満が溜まるにつれてエジプトでは独立の機運が高まった。1919年に第一次世界大戦が終結すると、エジプト首相であるフセイン・ルシュディは独立交渉のために代表団を送ることの許可を求めた。しかしイギリスはパリ講和会議の準備を理由としてこれを拒否した。さらにイギリスは独立を求める活動家を次々と逮捕した。これによってエジプト全国で民衆蜂起が発生した。この際にはタハリール広場でも大規模な抗議運動が起こった。広場の正式名称はイスマーイーリーヤ広場であったが、この頃から広場は非公式にアラビア語で「解放」を意味するタハリールと呼ばれるようになった。

### タハリール広場への改名とナーセル政権において
1952年、エジプトではナーセルら自由将校団によって七月革命と呼ばれる軍事クーデターが起こった。これによってファールーク国王が退位し、王制が廃止されて共和制が成立した。革命によって既存のすべての政党が解散され、翼賛的な「解放機構」が設立された。これを記念してイスマーイーリーヤ広場は「解放」を意味するタハリール広場と改名された。
クーデター後の初代大統領兼首相にはムハンマド・ナギーブが就き、副首相兼内務大臣にはナーセルが就いたが、やがてナーセルが全権を握った。ナーセルはムガンマアと呼ばれるソ連風建築の政府庁舎をタハリール広場のそばに建設した。また、広場にはアラブ連盟の本部、ヒルトンホテル、博物館、与党であるアラブ社会主義連合の本部が建設された。オーウェン (2011)は、タハリール広場はナーセル政権の野望を具体化する象徴的な場所となったとしている。
タハリール広場への立ち入りは厳しく監視され、騒動が起こる兆候があればすぐに戦車が出動した。ただし、政権を支持する行進は許可され、ワフド党の指導者であったムスタファ・ナッハースのような重要人物の葬儀の行進も行われた。

### サーダート政権からムバーラク政権まで
1970年にナーセルは心臓麻痺で死去した。彼の死後、副大統領であったアンワル・アッ＝サーダートが大統領を継いだ。1972年、カイロ大学の学生デモ隊がタハリール広場内の小広場を占拠し、イスラエルによるシナイ半島の軍事占領の継続に対するサーダート大統領の対応を非難した。サーダート政権は初めは説得を試みたが、やがて警官隊を動員してこれに参加した多くの学生を逮捕した。
1977年、サーダート政権は門戸開放政策を実施した。国際通貨基金の指導を受けた政権は小麦や米などに対する補助金を削減した。これによってパンの価格が高騰し、「パン暴動」と呼ばれる食料暴動が発生した。この際もタハリール広場で抗議活動が行われたが、軍の監視下による夜間禁止令によって鎮圧された。
1981年10月6日、サーダートは過激なイスラーム主義者によって暗殺され、副大統領であったホスニー・ムバーラクが大統領に就任した。2003年にイラク戦争が発生すると、ムバーラク政権はアメリカ合衆国を支援した。これに反対する人々が数時間にわたってタハリール広場を占拠した。それ以降も何回か小さな抗議運動がタハリール広場で発生した。2004年アテネオリンピックの終了後には、エジプトで久しぶりの金メダルを獲得したレスリングのカラム・イブラーヒームとムバーラクが並ぶ巨大な広告板がタハリール広場などに掲げられた。

### 2011年エジプト革命
2010年12月17日、チュニジアで露店商を営んでいた26歳の青年であるムハンマド・ブーアズィーズィーが、自らを侮辱した警察に抗議するために焼身自殺を行った。当時のザイン・アル＝アービディーン・ベン・アリー政権において不公平感を抱いていた人々は彼に共感してベン・アリー大統領の辞任運動を始めた。1か月後、ベン・アリーはサウジアラビアに亡命し、政権は崩壊した。
チュニジアでの革命の成功に後押しされ、エジプトにおいても、インターネットで結成された「4月6日運動」「我らは皆ハーリド・サイード」などの民主化運動が2011年1月25日にムバーラクの辞任を求めるデモの実施を決めた。デモはタハリール広場で実施されることが決まった。

#### タハリール広場における抗議運動のタイムライン

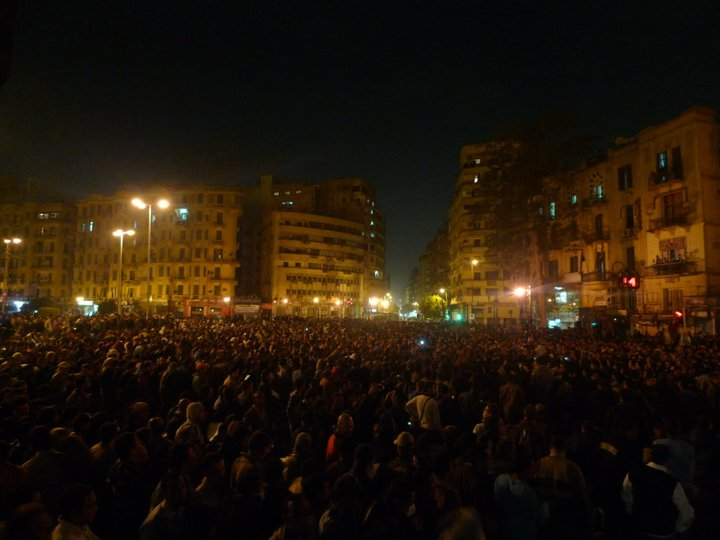
タハリール広場（2011年1月25日）

1月25日、4月6日運動などによって計画された数千人のデモ隊がカイロやエジプトの各地からタハリール広場を目指して集まった。デモ隊は警察の防衛線を突破して広場を占拠した。一部の参加者は座り込みを始め、夜通し広場からは動かないことを宣言した。警官隊は座り込みを行う参加者を強制的に排除したほか、これ以上参加者が集まらないように広場を封鎖した。
1月28日金曜日、金曜礼拝の後、25日のときよりも多いデモ隊がタハリール広場に押し寄せた。これは「怒りの金曜日」と銘打たれた。デモ隊は警官隊を突破して広場を再び占拠した。夜には警官隊は姿を消し、代わりに広場には軍が派遣された。しかし、エジプト軍はエジプト国民の間では、一貫して国民を守る存在であるとされており、タハリール広場においても将校を担ぎ上げたり、「軍と人民は一つの手」というスローガンが叫ばれるなど好意的に受け止められた。同日の夜にはタハリール広場のそばにある国民民主党の本部が略奪され、放火された。また、同じくタハリール広場のそばにあるエジプト考古学博物館も略奪を受け、54点の収蔵品が盗まれた。

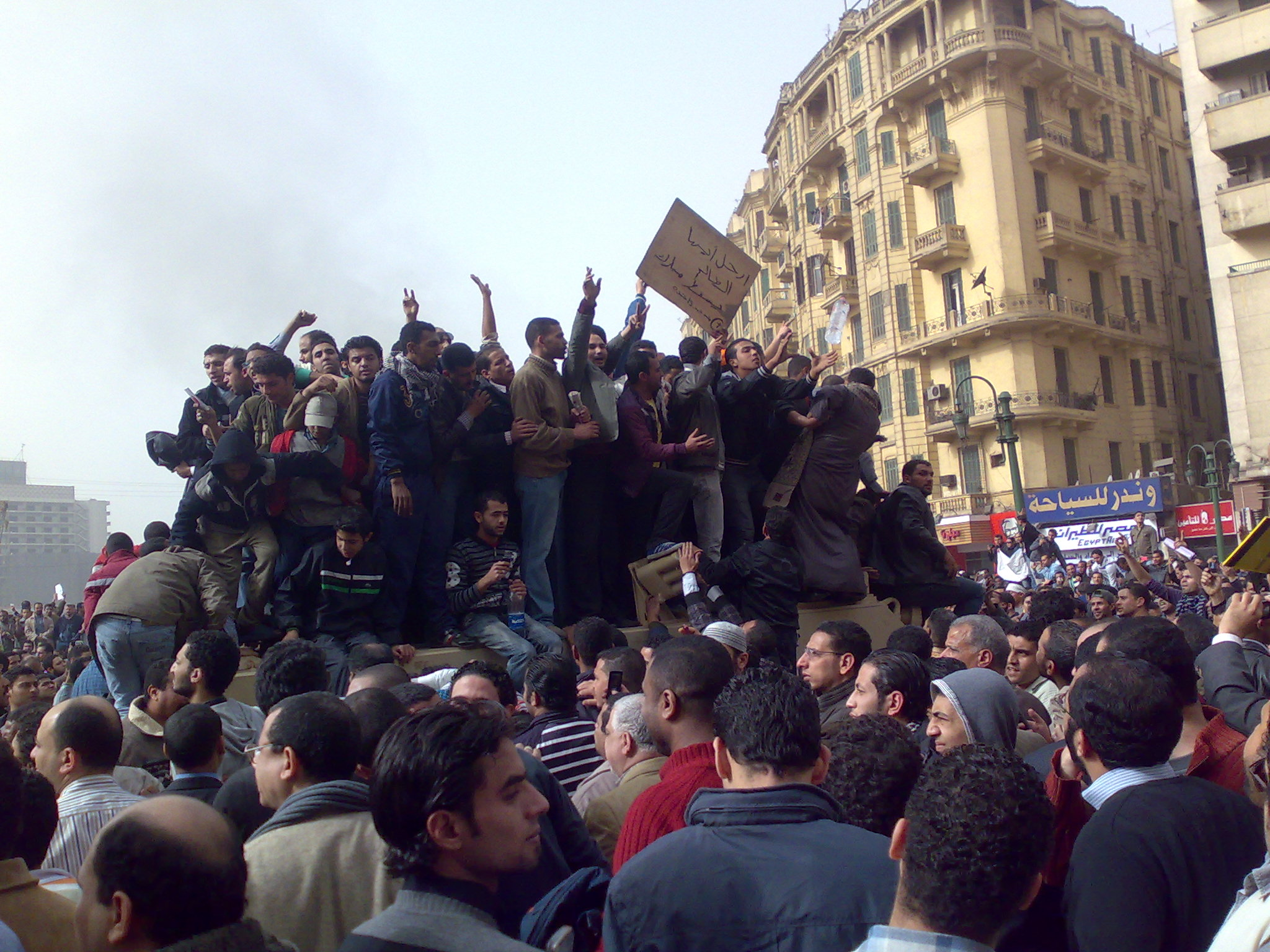
タハリール広場にて戦車の上に乗るデモ参加者たち

その後、デモ隊はムバーラクが辞任するまでの18日間にわたってタハリール広場を占拠した。1月29日にはムバーラクは腹心であるオマル・スレイマーンを副大統領に任命するなど政治改革を行うことを発表したが、タハリール広場に集まった群衆は、スレイマーンがイスラーム主義者への弾圧で知られていたことから交渉を拒否した。1月31日にはムバーラクはF16戦闘機2機をタハリール広場の真上で超低空飛行させた。これは群衆への威嚇だと考えられているが、群衆は「軍と人民は一つの手」と叫んだり歓声をあげるなど威嚇とは受け止めなかった。
やがて、副大統領であるスレイマーンと野党との対話も始まり、タハリール広場に集まったデモ隊の多くは帰宅した。しかし、4月6日運動や個人で参加したムスリム同胞団のメンバーなどはタハリール広場にテントを張り、寝泊りを続けながらムバーラクの辞任を要求し続けた。

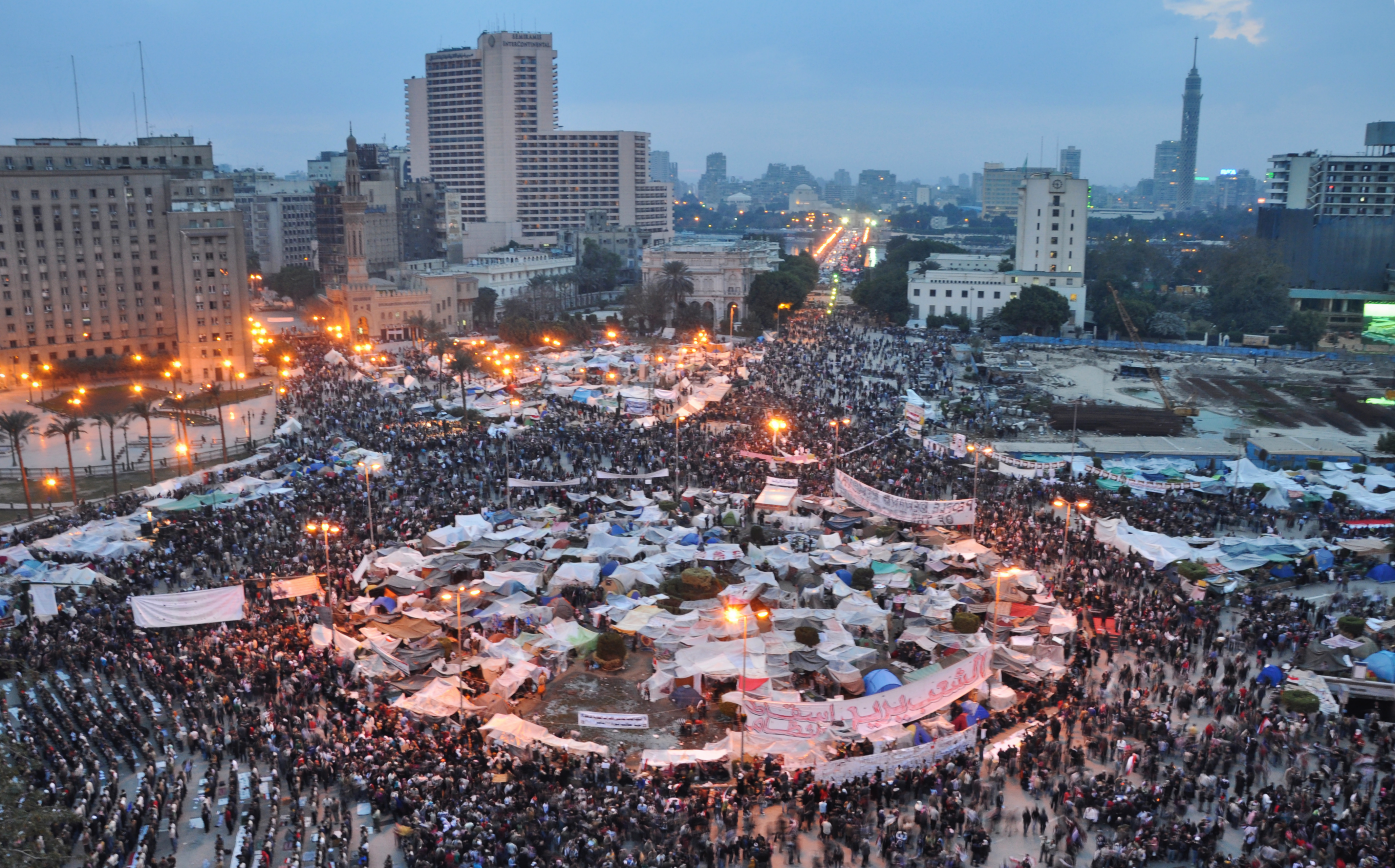
タハリール広場（2011年2月9日）

2月2日、ラクダに乗った若者数名がタハリール広場に乱入し、その後、群衆に取り押さえられた。彼らは観光客にラクダを乗せることを生業としており、デモによって観光客が途絶えたことに不満を抱き、国会議員や有力者に金銭を提供されてタハリール広場に乱入した。
2月11日、副大統領であるスレイマーンは、ムバーラクが辞任したことを発表した。この発表はタハリール広場に設置された大スクリーンから広場に伝わった。これ以降、憲法改正と選挙を経てムスリム同胞団出身のムハンマド・ムルシーが新大統領となるまでは軍最高評議会がエジプトを統治することとなった。ムバーラクが辞任してもタハリール広場での抗議は止まらなかったが、頻度は少なくなった。

#### 革命におけるタハリール広場
抗議デモは全国各地で起きていたが、革命の情勢を左右したのはタハリール広場におけるデモだった。デモの様子は衛生ニュースチャンネルやFacebook、Twitter、YouTubeなどといったメディアで世界中に中継され、瞬時にアーカイブ化された。タハリール広場は世界中の注目を集め、また、革命のシンボルとなった。
タハリール広場には革命の最中から多くのグラフィティが描かれた。タハリール広場に面したカイロ・アメリカン大学の壁にも多くのグラフィティが残された。やがてこうしたグラフィティは世界的に注目を集め、写真集も発売された。また、タハリール広場においては若者によって多くの歌や詩が生み出された。山本 (2012a)は、抗議運動のなかで、タハリール広場が自分の声を外に向けて放てる解放空間として存在していたとしている。ただし、鈴木 (2013)は、こうしたタハリール広場でのお祭り的な風景は、エジプト軍が安全保障を担っていたためで、もしも軍が国民に銃口を向けていれば全く異なる展開になっていたとしている。

### 軍最高評議会からムルシー政権まで

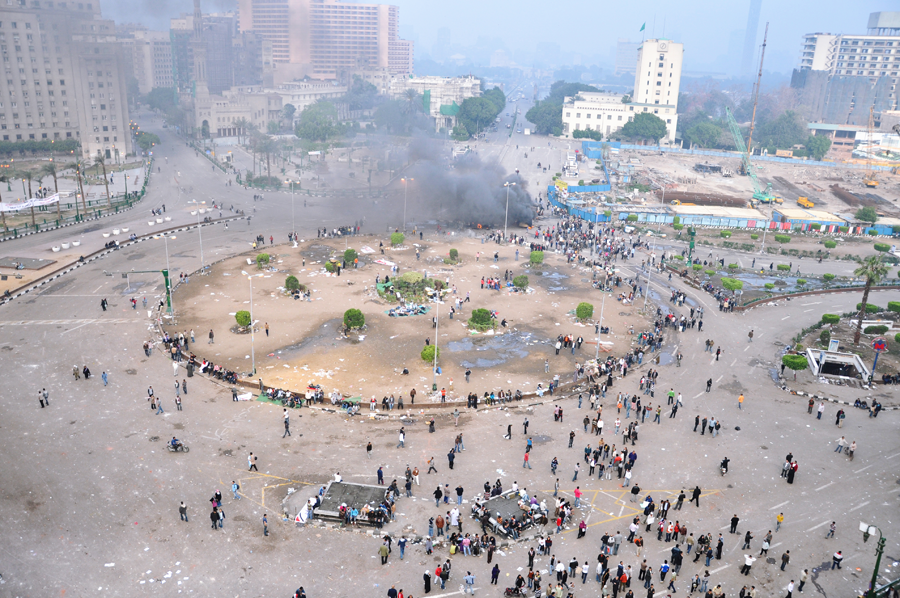
タハリール広場（2011年4月9日）

ムバーラクの辞任後、タハリール広場に集まった青年勢力と軍部の間で民主化のプロセスについて話し合いが行われた。しかし、双方には感情的なわだかまりが存在した。青年勢力は3月9日にタハリール広場において、政権幹部の起訴や新憲法の制定、イサーム・シャラフ首相に対してタハリール広場に出向くよう求めるデモを行った。これに対して軍部はタハリール広場に設置されたテントの強制撤去と青年勢力の逮捕を行った。
2011年3月末、軍部が全権を掌握した。これに対して青年勢力は4月8日に大規模デモの実施を呼び掛けた。これにはFacebookを通じて22人の青年将校が軍を離反してデモに加わった。タハリール広場に集まったデモ隊に対し、軍はおよそ300人の兵士を動員し、空砲を連射しながらデモ隊の強制排除を行った。
青年勢力と軍部の対立が深まる中、青年勢力は、4月6日運動や我らは皆ハーリド・サイードなどを中核とする革命青年連合を結成した。2011年7月、革命青年連合を中心として73の組織や勢力がタハリール広場で座り込みを行った。この座り込みは1か月にわたって行われ、軍政の早期終了などが求められた。
2011年11月には抗議のなかで命を落とした参加者らの家族がタハリール広場で座り込みを行った。警察はこれを実力で排除した。同日、金曜礼拝の後に数千人の抗議者らがタハリール広場に向かって行進を始め、警官隊と激しく衝突した。この抗議活動は4日間にわたって行われ、41人の参加者が命を落とした。軍はタハリール広場周辺の政府庁舎の保護を名目にして広場に繋がる道路にコンクリートの壁を築いて封鎖した。

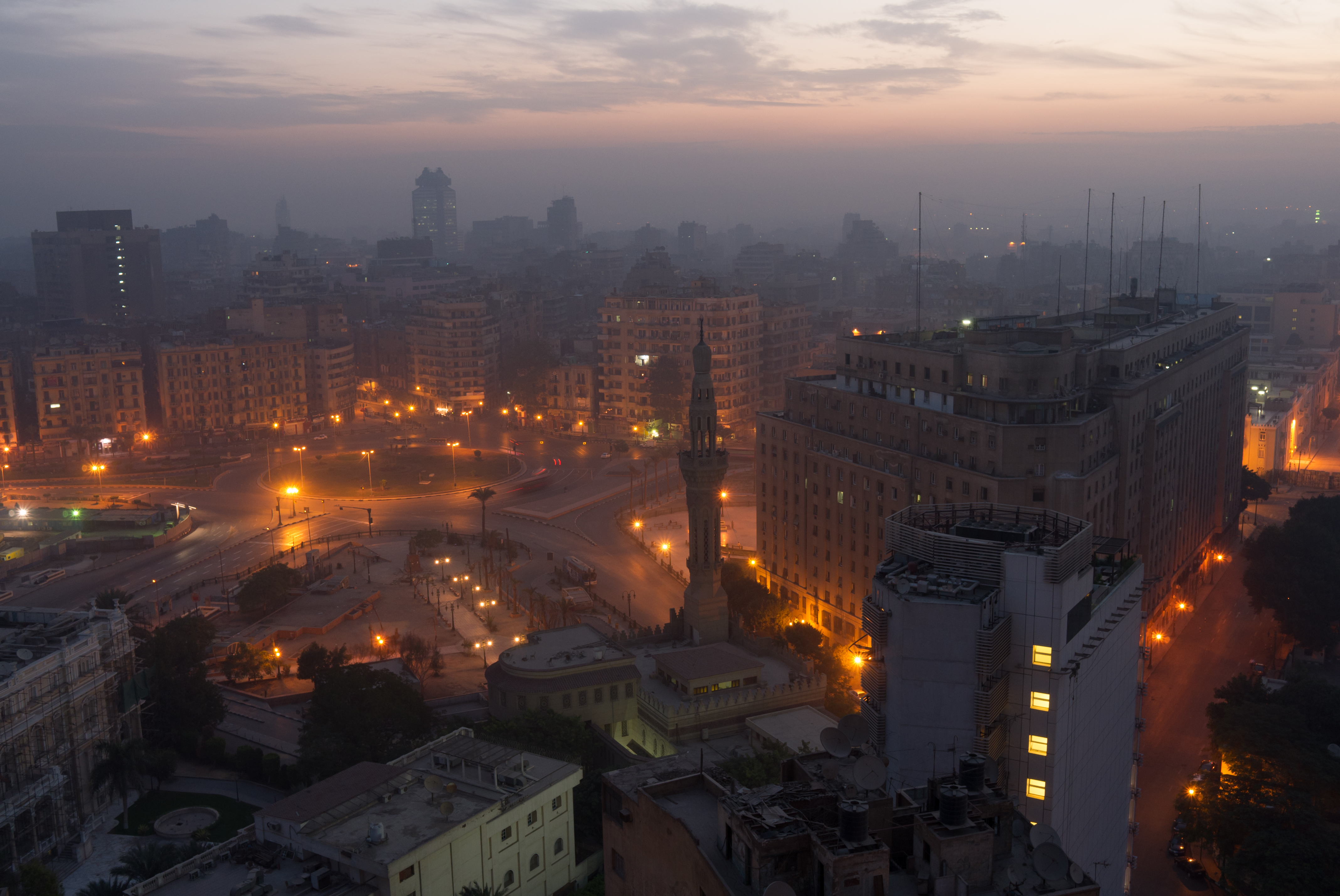
タハリール広場（2012年11月）

2012年、大統領選挙が行われた。大統領選挙は決選投票にまでもつれこみ、僅差でムスリム同胞団出身のムルシーが大統領に選出された。大統領選挙に勝利したムルシーは6月29日にタハリール広場に集まった群衆の前で宣誓式典を行った。
政権についたムルシーはムスリム同胞団に対して批判的な言論を取り締まった。タハリール広場においても、「タハリール美化政策」という名目で、青年らが広場の中央部に設置していたテントを撤去し、芝生を植えて花壇を設置した。また、ムスリム同胞団を揶揄するグラフィティを白く塗りつぶした。しかし、グラフィティは塗りつぶされるたびに描かれ続け、「タハリール美化政策」は開始から1か月も経たないうちに失敗した。

### 2013年のクーデター

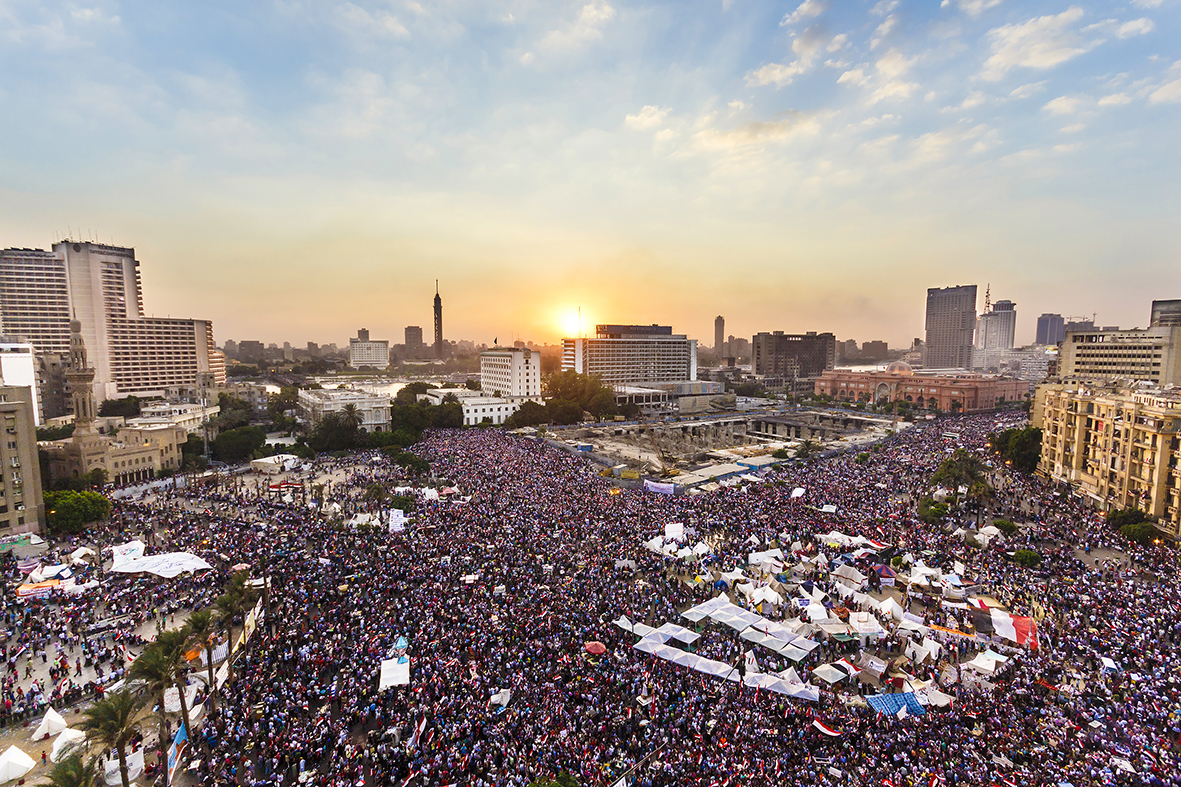
ムルシー政権に抗議するタハリール広場での集会（2013年7月2日）

ムルシーの大統領就任1周年である2013年6月30日、タハリール広場で反ムルシー抗議活動が行われた。これはムルシに反対する勢力によって1か月前から計画されていた。警察は抗議参加者を排除しようとせず、エジプト国旗を取り付けた軍のヘリコプターが広場の上空を飛行してデモ隊を鼓舞した。
2013年7月3日、ムルシーは辞任し、アブドルファッターフ・アッ＝シーシーが政権についた。軍部によるクーデターを批判する、ムルシーやムスリム同胞団を支持する勢力はラーバア・アダウィーヤ広場に集まって抗議活動を行った。これに対して反ムルシー勢力もタハリール広場でのデモを継続した。7月7日には空軍のアクロバット隊がタハリール広場の上空に現れ、エジプト国旗などを描くパフォーマンスを行った。

### シーシー政権において

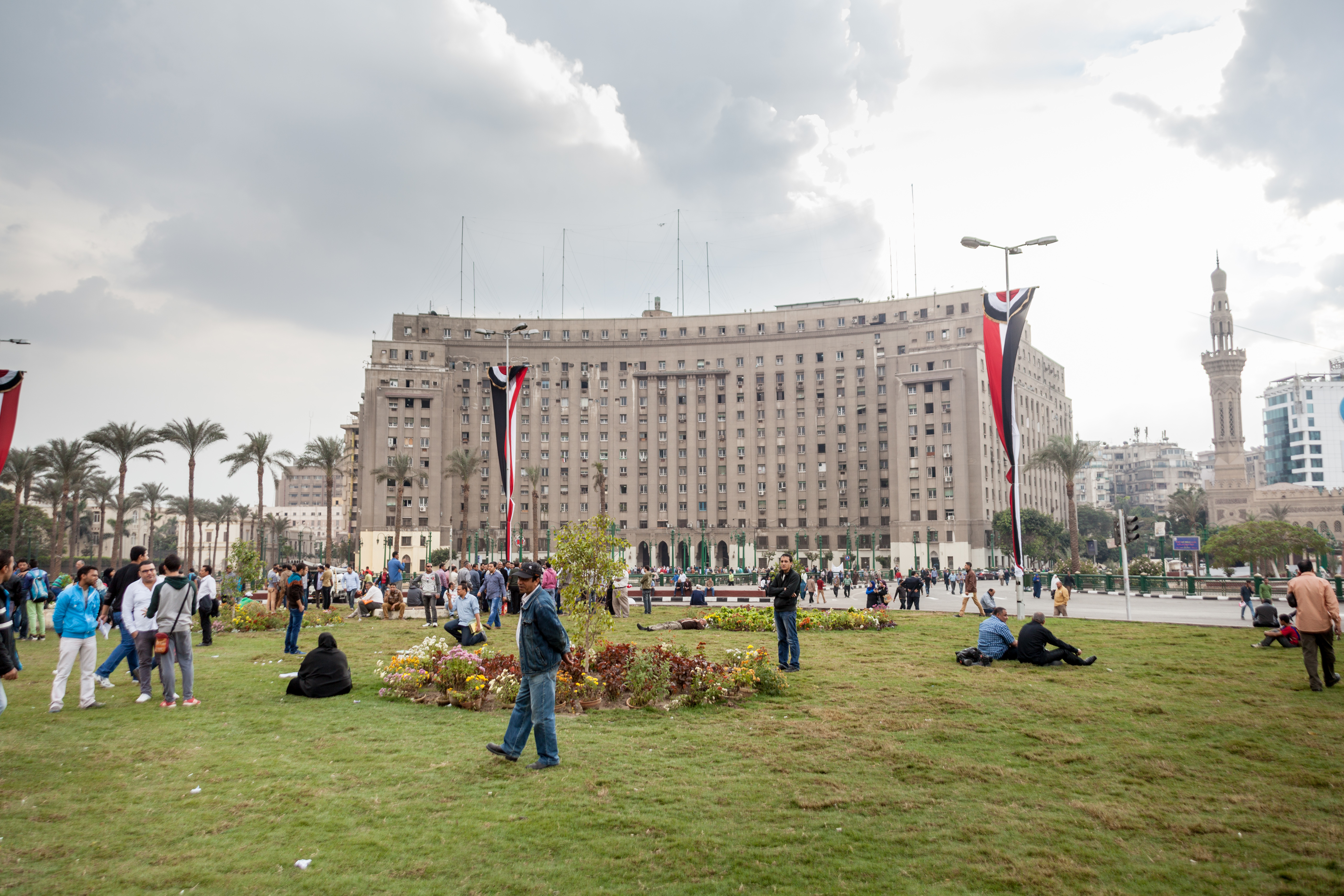
タハリール広場からムガンマアを臨む（2013年11月）

シーシーが政権につくと、広場の壁に残っていたグラフィティは消され、広場には治安部隊が配置された。また、抗議活動は禁じられた。2015年、2011年エジプト革命が発生した革命記念日である1月25日にはエジプトの各地でデモが発生した。この際にタハリール広場は封鎖された。
2019年にはシーシーの退陣を要求する看板を持って広場に入ったエジプト人の男性が警察によって逮捕された。また、同年にアメリカ人の男性が政治犯の釈放を求める看板を持って広場に入り、同様に逮捕された。2019年の9月、エジプトの各都市でシーシーの退陣を求めるデモが発生した。タハリール広場においても大規模な反政府抗議活動が発生した。参加者は警官隊と衝突し、4,000人以上が逮捕された。

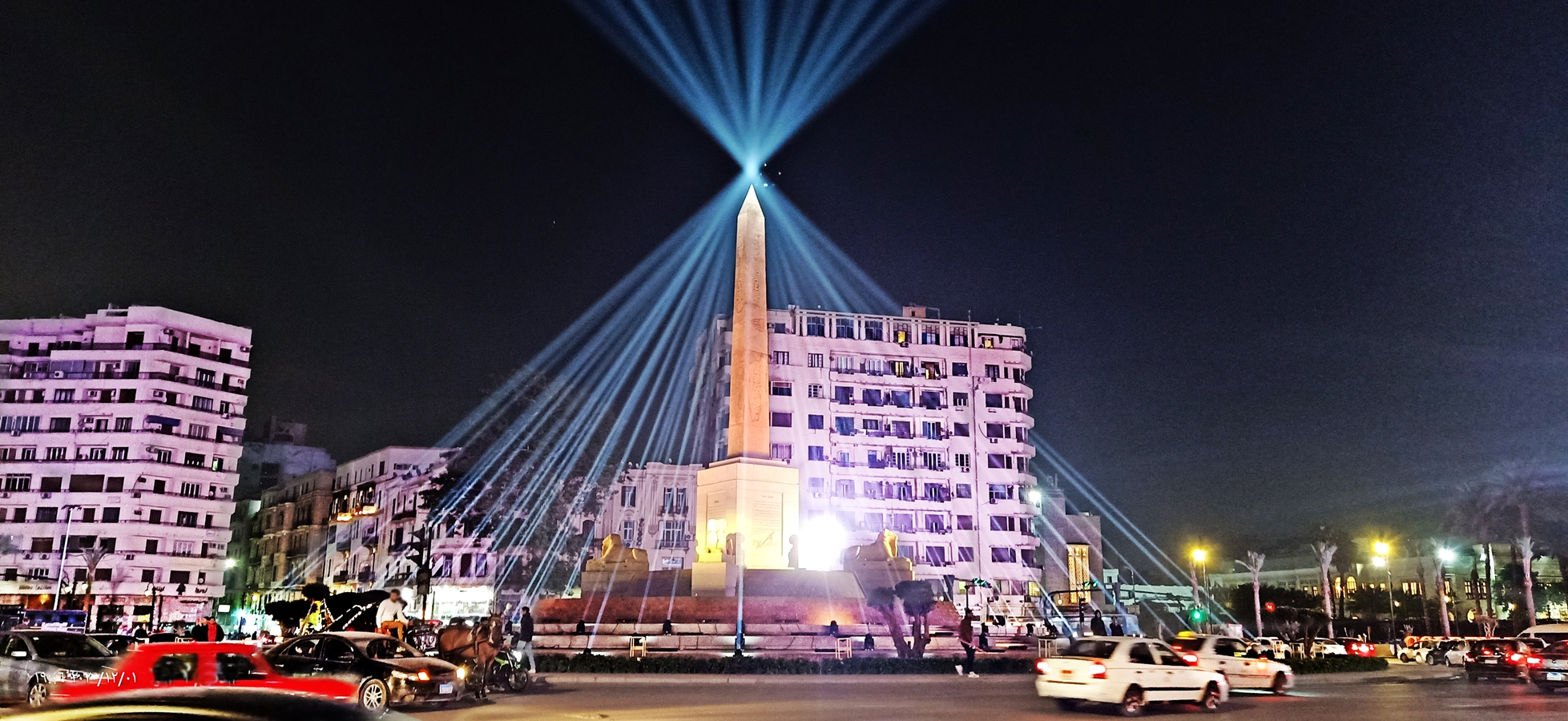
オベリスクとスフィンクスが設置されたタハリール広場（2020年12月）

2019年からシーシーによってタハリール広場の改築が始められた。1億5,000万エジプト・ポンドを費やして行われた改築は2020年に終わり、およそ3,500年前のオベリスクやカルナック神殿にあったスフィンクスが設置された。こうした歴史的な建造物を移築したことについて、国会議員であるアフマド・イドリースを始め、考古学者などから批判が起こった。